# Phreatia kempteri
Phreatia kempteri är en orkidéart som beskrevs av Rudolf Schlechter. Phreatia kempteri ingår i släktet Phreatia och familjen orkidéer. Inga underarter finns listade i Catalogue of Life.